# Lauenburg (Schiff)
Der ehemalige Trawler Lauenburg war unter der Bezeichnung WBS 3 ein Wetterbeobachtungsschiff (WBS) der deutschen Kriegsmarine im Zweiten Weltkrieg. Das Schiff war nach der norddeutschen Stadt Lauenburg benannt. Die WBS hatten die Aufgabe, Wetterberichte an die deutsche Marineleitung und insbesondere für die Handelskrieg führenden U-Boote zu liefern.
Mit der Kaperung und anschließenden Versenkung der Lauenburg am 28. Juni 1941 gelang es der Royal Navy, wichtige deutsche Codebücher und Anweisungen zum Einstellen der Enigma-Chiffriermaschine in ihren Besitz zu bringen.

## Frühe Laufbahn
Die Lauenburg (Kennnummer PG 532) war ein am 1. Juli 1936 auf Kiel gelegter und 1938 fertiggestellter Trawler der Bremer Fischereifirma H. Bischoff & Co., der aus dem Heimathafen Geestemünde operierte.  Im Jahre 1940 wurde das Schiff von der Kriegsmarine requiriert und, nach entsprechendem Umbau, im November 1940 als Wetterbeobachtungsschiff 3 (WBS 3) in Dienst gestellt.  Die Besatzung bestand nunmehr aus 19–21 Mann und acht Meteorologen.

## Die Wetterbeobachtungsschiffe und die Enigma
Der in Bletchley Park arbeitende britische Kryptoanalytiker Harry Hinsley kam im April 1941 zu der Überzeugung, dass die deutschen WBS, die unbewaffnet und einsam an ihren Positionen lagen, die gleichen Enigma-Maschinen und Codebücher benutzten wie die deutschen U-Boote. Zwar verschlüsselten die WBS ihre Wetterberichte nicht mit der Enigma, aber sie brauchten die Codes, um an sie gerichtete Funksprüche zu entschlüsseln. Konnte man solche Schlüsseltafeln von einem dieser WBS erbeuten, so wäre man in der Lage, den Enigma-Funkverkehr der Kriegsmarine zu brechen und somit Funksprüche an U-Boote und von U-Booten zu lesen und deren Positionen zu bestimmen. Obwohl man davon ausgehen musste, dass die Besatzung eines angegriffenen WBS die momentan gültigen Enigma-Einstellungen und Codebücher über Bord werfen würde, glaubte Hinsley, dass die Einstellungen für den folgenden Monat wahrscheinlich in einem Safe eingeschlossen und von der Besatzung dort zurückgelassen würden, wenn diese zum schnellen Verlassen ihres Schiffes gezwungen würde.
Die britische Admiralität ließ sich überzeugen und schickte Anfang Mai 1941 sieben Kreuzer und Zerstörer in das Seegebiet nordöstlich von Island, wo der Zerstörer Somali am 7. Mai das WBS München kaperte und dabei die Enigma-Schlüsseleinstellungen für den Monat Juni erbeutete. Damit wurden die Marine-Funksprüche im Juni sehr schnell entschlüsselt.
Als die deutsche Marineleitung Mitte Juni die für die Enigma benutzten Bigramm-Tabellen, die sogenannten Doppelbuchstabentauschtafeln, auswechselte, wurde es für die Royal Navy notwendig, die neuen Unterlagen zu erbeuten. Obwohl man sich des Risikos bewusst war, dass die Erbeutung eines weiteren WBS innerhalb so kurzer Zeit die deutsche Marineleitung auf diese Schwachstelle hinweisen könnte, wurden am 25. Juni 1941 der Leichte Kreuzer Nigeria und die Zerstörer Tartar, Jupiter und Bedouin von Scapa Flow aus in Marsch gesetzt, um das im Seegebiet um Jan Mayen positionierte Wetterbeobachtungsschiff Lauenburg zu erobern. Auf dem Marsch nach Norden instruierte der Kommandant der Tartar seinen Artilleriebootsmann, dass er die Lauenburg unter keinen Umständen treffen, sondern lediglich deren Besatzung zum möglichst hastigen Verlassen ihres Schiffs bewegen sollte.

## Die Kaperung derLauenburg

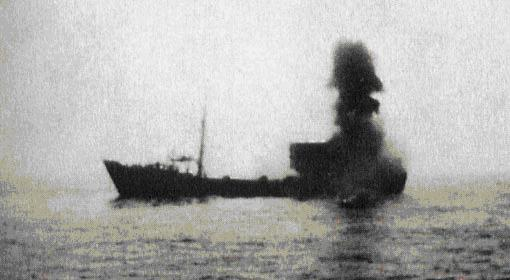
Die Lauenburg wird versenkt

Die Lauenburg verließ Trondheim am 27. Mai 1941 mit Kurs auf ihr Operationsgebiet OG 3 nordöstlich von Jan Mayen.  Am 2. Juni begann sie mit dem Aussenden ihrer Wetterberichte aus dem Marineplanquadrat AB 47/48.
Gegen 19 Uhr am 28. Juni 1941 sichtete ein Ausguck auf der Tartar die Lauenburg etwa 300 Seemeilen nordöstlich von Jan Mayen im deutschen Marineplanquadrat AB 72.  Sobald die Tartar auf Artilleriereichweite herangekommen war, eröffnete sie das Feuer.  Die Besatzung der Lauenburg ging sofort in zwei Rettungsboote.  Die Tartar ging längsseits und schickte ein Prisenkommando an Bord, das eine große Menge an Papieren erbeutete.  Dann wurde die Lauenburg versenkt.  Unter den erbeuteten Dokumenten befanden sich die neuen Anweisungen für die Steckerverbindungen und die innere Einstellung der Enigma-Maschine.  Damit wurde es möglich, die Funksprüche der Kriegsmarine während fast des gesamten Monats Juli 1941 zu entschlüsseln.